# New Edition
New Edition (Нью Эди́шн или Ню Иди́шн) — американская вокальная группа, основанная в 1978 году в Бостоне.
Группа позиционировалась в качестве новых Jackson Five.

## История
Группу основали три друга, живших в части Бостона, которая называется Роксбери (Донна Саммер была оттуда же). Начинали они с того, что пели песни Jackson 5 и The Temptations.
(Бобби Браун начал петь со своими друзьями по школе Майком Бивинсом и Рики Беллом в 1978 году. Тогда они были ещё в начальной школе и хотели своими выступенияи заработать себе на карманные расходы.) Их группа переросла в группу New Edition.
Как считается, собственно группа New Edition была основана в 1981 году в таком составе: Бобби Браун (12 лет), Рики Белл (14), Майкл Бивинс (13), Рональд Дево (14) и Ральф Тресвант (13). (Сначала Белл, Бивинс и Браун взяли в группу друга Ральфа Тресванта в качестве четвёртого члена, а после того, как в 1980 году выиграли конкурс молодых талантов, взяли Ронни Дево.
После того, как группа выиграла ещё несколько конкурсов для молодых талантов, их (на одном из таких конкурсов) заметил продюсер и искатель талантов Морис Старр. В 1983 году он устроил им контракт с маленьким лейблом звукозаписи Streetwise, и в том же году ребята выпустили свой дебютный альбом Candy Girl. Эта, как пишет Biography.com, «сладкая, как сахар, коллекция песен» вдруг в момент создала вокруг ребят настоящую шумиху, сделал их звёздами. А заглавный трек этого альбома — «Candy Girl», весьма напоминавший песню «ABC» группы Jackson 5, — стал огромным хитом — возглавил ритм-н-блюзовый чарт «Билборда» и даже попал на 1 место в Великобритании. На момент выхода альбома ребятам было от 13 до 15 лет.
В 1985 году «Билборд» называл New Edition "самой успешной чёрной тинейджеровской группой со времени Jackson Five.
В 1986 году группа устроила голосование за уход Бобби Брауна из неё. Результаты голосования были за уход. Дело в том, что остальные четверо участников боялись, что непристойное, переходящее все барьеры поведение Бобби Брауна на сцене угрожает будущему группы.
Потом последовал тур «All for Love», во время которого Бобби всё время вёл войну против Ральфа Тресванта и встревал в его вокальные соло-партии.
В 1985 году Браун ушёл из группы с условием, что лейбл группы (MCA) подпишет с ним сольный контракт на запись. Первый альбом Брауна вышел в 1986 году. Его карьера была очень успешной, с целой серией хитов в первой десятке «Билборда» и с кульминацией в виде награды «Грэмми». (Его второй сольный альбом Don’t Be Cruel вышел в 1988 году и на нём, была, в частности, песня «My Prerogative».)
Группа же после ухода Бобби Брауна группа некоторое время была квартетом.
Потом (в 1988 году) Бобби Брауну на замену пришёл Джонни Гилл, который в 1983 году уже заработал себе сольный хит с песней «Super Love», и ещё у него в 1984 году был хит в дуэте со Стейси Латтисо — «Perfect Combination». (Однажды Майкл увидел его на сцене, был впечатлён тем, как «по-зверски» он танцует, и пригласил в группу. Как говорит сам Джонни, для него устроили прослушивания и сказали, что ему нужно попасть хоть в один танцевальный па. Шутка в том, что он ни разу не попал, но его взяли.)
Через два года, в 1990 году, группа решила разойтись.
В 1996 году Бобби Браун опять присоединился к группе для выпуска её камбэк-альбома Home Again. Но посередине турне он опять начал вести себя недостойно. Он растянул свою сольный сет и влез во время, отведенное Bell Biv DeVoe (трио Белла, Бива и Дево). В итоге он опять покинул группу.
В 2004 году группа выпускает альбом «One love». Бобби Браун в записи альбома участие не принимал.
В 2010-2020-х группа периодически воссоединяется в полном составе ради гастрольных туров по США. Участниками неоднократно заявлялось о планах по записи нового материала.

## Дискография
См. статью «New Edition discography» в англ. разделе.

## Состав
- Рики Белл[англ.] (англ. Ricky Bell) — вокал (1983 — наст. время)
- Майкл Бивинс[англ.] (англ. Michael Bivins) — вокал (1983 — наст. время)
- Бобби Браун (англ. Bobby Brown) — вокал (1983—1986; 1996—1997; 2005 — наст. время)
- Ронни Дево[англ.] (англ. Ronnie DeVoe) — вокал (1983 — наст. время)
- Джонни Гилл[англ.] (англ. Johnny Gill) — вокал (1987 — наст. время)
- Ральф Тресвант[англ.] (англ. Ralph Tresvant) — вокал (1983 — наст. время)